# Mbidéré
Mbidéré est une localité du Cameroun située dans la commune de Kar-Hay, le département du Mayo-Danay et la Région de l'Extrême-Nord, à proximité de la frontière avec le Tchad.

## Population
Lors du recensement de 2005, elle comptait 237 habitants.
Une étude de terrain de 2013 a évalué la population à 889 personnes.